# Karl Reth
Karl Reth (* 20. Oktober 1849 in Füssen; † 2. März 1933) war ein römisch-katholischer deutscher Geistlicher.
Reth wurde am 26. Juli 1873 in München zum Priester für  Bistum Augsburg geweiht. 1887 wurde er Domvikar in Augsburg und am 25. März 1901 Domkapitular. Papst Benedikt XV. ernannte ihn am 27. April 1916 zum Titularbischof von Lete und Weihbischof in Augsburg. Maximilian von Lingg, Bischof von Augsburg, spendete ihn am 11. Juni 1916 die Bischofsweihe. Mitkonsekratoren waren Adam Senger, Weihbischof in Bamberg, und Johann Baptist von Neudecker, Weihbischof in München und Freising. Am 17. September 1922 wurde er zum Dompropst ernannt.